# فهرست مربیان باشگاه فوتبال آ.ث. میلان

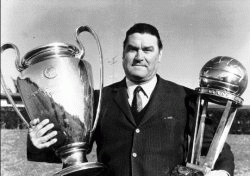
نرئو روکو پرافتخارترین مربی میلان

آ.ث. میلان (به ایتالیایی: Associazione Calcio Milan) نام باشگاهی حرفه‌ای در زمینهٔ فوتبال است که در شهر میلان، ایالت لمباردی، کشور ایتالیا واقع است و در حال حاضر در سری آ به رقابت می‌پردازد.
نرئو روکو موفق‌ترین مربی تاریخ میلان است. او به همراه میلان دو بار اسکودتو، سه‌بار کوپا ایتالیا، دو بار جام باشگاه‌های اروپا، دو بار جام برندگان جام اروپا و یکبار جام بین قاره‌ای را فتح کرده‌است. او همچنین با ۹سال و ۱۶۱روز رکورد طولانی‌ترین دوران مربیگری «ناپیوسته» میلان را در اختیار دارد. کارلو آنچلوتی طی ۷سال و ۲۳۶روز طولانی‌ترین دوران مربیگری «پیوسته» میلان را به نام خود کرده‌است.

## فهرست مربیان
| سرمربی                         | فصل       | بازی | برد | تساوی | باخت | گل زده | گل خورده | درصد برد | افتخارات                                        | یادداشت                                                              |
| ------------------------------ | --------- | ---- | --- | ----- | ---- | ------ | -------- | -------- | ----------------------------------------------- | -------------------------------------------------------------------- |
| هربرت کیلپین                   | ۱۹۰۰–۱۸۹۹ | ۱    | ۰   | ۰     | ۱    | ۰      | ۳        | ۰۰۰٫۰۰   |                                                 |                                                                      |
| هربرت کیلپین                   | ۰۱–۱۹۰۰   | ۳    | ۳   | ۰     | ۰    | ۸      | ۲        | ۱۰۰      | عنوان لیگ                                       |                                                                      |
| هربرت کیلپین                   | ۰۲–۱۹۰۱   | ۱    | ۰   | ۰     | ۱    | ۰      | ۲        | ۰۰۰٫۰۰   |                                                 |                                                                      |
| هربرت کیلپین                   | ۰۳–۱۹۰۲   | ۱    | ۰   | ۰     | ۱    | ۰      | ۲        | ۰۰۰٫۰۰   |                                                 |                                                                      |
| هربرت کیلپین                   | ۰۴–۱۹۰۳   | ۳    | ۱   | ۱     | ۱    | ۲      | ۴        | ۰۳۳      |                                                 |                                                                      |
| هربرت کیلپین                   | ۰۵–۱۹۰۴   | ۲    | ۰   | ۱     | ۱    | ۹      | ۱۰       | ۰۰۰٫۰۰   |                                                 |                                                                      |
| هربرت کیلپین                   | ۰۶–۱۹۰۵   | ۸    | ۵   | ۲     | ۱    | ۱۴     | ۸        | ۰۶۳      | عنوان لیگ                                       |                                                                      |
| هربرت کیلپین                   | مجموع     | ۱۹   | ۹   | ۴     | ۶    | ۳۳     | ۳۱       | ۰۴۷      |                                                 |                                                                      |
| دنیله آنجلونی                  | ۰۷–۱۹۰۶   | ۶    | ۴   | ۲     | ۰    | ۱۷     | ۳        | ۰۶۷      | عنوان لیگ                                       |                                                                      |
| جیانینو کامپریو                | ۰۸–۱۹۰۷   | ۰    | ۰   | ۰     | ۰    | ۰      | ۰        | —        |                                                 |                                                                      |
| جیانینو کامپریو                | ۰۹–۱۹۰۸   | ۲    | ۱   | ۰     | ۱    | ۴      | ۵        | ۰۵۰      |                                                 |                                                                      |
| جیانینو کامپریو                | ۱۰–۱۹۰۹   | ۱۶   | ۶   | ۱     | ۹    | ۲۳     | ۳۶       | ۰۳۸      |                                                 |                                                                      |
| جیانینو کامپریو                | ۱۱–۱۹۱۰   | ۱۶   | ۱۰  | ۲     | ۴    | ۴۴     | ۱۹       | ۰۶۳      |                                                 |                                                                      |
| جیانینو کامپریو                | مجموع     | ۳۴   | ۱۷  | ۳     | ۱۴   | ۷۱     | ۶۰       | ۰۵۰      |                                                 |                                                                      |
| کمیته فنی                      | ۱۲–۱۹۱۱   | ۱۸   | ۱۴  | ۳     | ۱    | ۶۰     | ۱۰       | ۰۷۸      |                                                 |                                                                      |
| کمیته فنی                      | ۱۳–۱۹۱۲   | ۱۸   | ۱۳  | ۲     | ۳    | ۴۶     | ۱۴       | ۰۷۲      |                                                 |                                                                      |
| کمیته فنی                      | ۱۴–۱۹۱۳   | ۱۸   | ۱۱  | ۴     | ۳    | ۵۸     | ۱۹       | ۰۶۱      |                                                 |                                                                      |
| کمیته فنی                      | ۱۵–۱۹۱۴   | ۲۱   | ۱۳  | ۵     | ۳    | ۶۵     | ۱۸       | ۰۶۲      |                                                 |                                                                      |
| کمیته فنی                      | مجموع     | ۷۵   | ۵۱  | ۱۴    | ۱۰   | ۲۲۹    | ۶۱       | ۰۶۸      |                                                 |                                                                      |
| گویدو مودا                     | ۱۶–۱۹۱۵   | ۱۲   | ۹   | ۱     | ۲    | ۲۲     | ۹        | ۰۷۵      |                                                 | بازی‌های دوران جنگ جهانی                                              |
| آلدو چونینی                    | ۱۷–۱۹۱۶   | ۱۲   | ۱۰  | ۱     | ۱    | ۴۵     | ۱۲       | ۰۸۳      |                                                 | بازی‌های دوران جنگ جهانی                                              |
| آلدو چونینی                    | ۱۸–۱۹۱۷   | ۱۳   | ۱۱  | ۰     | ۲    | ۳۵     | ۱۱       | ۰۸۵      |                                                 | بازی‌های دوران جنگ جهانی                                              |
| آلدو چونینی                    | مجموع     | ۲۵   | ۲۱  | ۱     | ۳    | ۸۰     | ۲۳       | ۰۸۴      |                                                 |                                                                      |
| کمیته فنی                      | ۱۹–۱۹۱۸   | ۱۰   | ۶   | ۲     | ۲    | ۲۸     | ۱۷       | ۰۶۰      |                                                 | بازی‌های دوران جنگ جهانی                                              |
| گویدو مودا                     | ۲۰–۱۹۱۹   | ۲۰   | ۱۴  | ۱     | ۵    | ۵۶     | ۲۴       | ۰۷۰      |                                                 |                                                                      |
| گویدو مودا                     | ۲۱–۱۹۲۰   | ۲۲   | ۸   | ۴     | ۱۰   | ۴۳     | ۳۴       | ۰۳۶      |                                                 |                                                                      |
| گویدو مودا                     | مجموع     | ۴۲   | ۲۲  | ۵     | ۱۵   | ۹۹     | ۵۸       | ۰۵۲      |                                                 |                                                                      |
| چزاره لوواتی                   | ۲۲–۱۹۲۱   | ۲۲   | ۷   | ۴     | ۱۱   | ۲۹     | ۳۶       | ۰۳۲      |                                                 |                                                                      |
| فرانچسکو سولده‌را               | ۱۹۲۲      | ۵    | ۱   | ۲     | ۲    | ۵      | ۱۴       | ۰۲۰      |                                                 | تا نوامبر ۱۹۲۲                                                       |
| فردی اوپن‌هایم                  | ۲۳–۱۹۲۲   | ۱۷   | ۷   | ۸     | ۲    | ۲۷     | ۱۴       | ۰۴۱      |                                                 | در نوامبر ۱۹۲۲ برگزیده شد.                                           |
| فردی اوپن‌هایم                  | ۲۴–۱۹۲۳   | ۲۲   | ۷   | ۵     | ۱۰   | ۳۸     | ۴۴       | ۰۳۲      |                                                 |                                                                      |
| فردی اوپن‌هایم                  | مجموع     | ۳۹   | ۱۴  | ۱۳    | ۱۲   | ۶۵     | ۵۸       | ۰۳۶      |                                                 |                                                                      |
| ویتوریو پوتزو                  | ۲۵–۱۹۲۴   | ۲۴   | ۱۰  | ۱     | ۱۳   | ۴۵     | ۵۱       | ۰۴۲      |                                                 |                                                                      |
| ویتوریو پوتزو                  | ۲۶–۱۹۲۵   | ۹    | ۳   | ۰     | ۶    | ۱۵     | ۲۴       | ۰۳۳      |                                                 | در ۲۹ ٓژانویه ۱۹۲۶ اخراج شد.                                          |
| ویتوریو پوتزو                  | مجموع     | ۳۳   | ۱۳  | ۱     | ۱۹   | ۶۰     | ۷۵       | ۰۳۹      |                                                 |                                                                      |
| گویدو مودا                     | ۱۹۲۶      | ۱۳   | ۷   | ۲     | ۴    | ۲۸     | ۱۵       | ۰۵۴      |                                                 | در ۳۰ ژانویه ۱۹۲۶ برگزیده شد.                                        |
| هربرت برجیس                    | ۲۷–۱۹۲۶   | ۳۰   | ۱۵  | ۴     | ۱۱   | ۶۳     | ۵۳       | ۰۵۰      |                                                 |                                                                      |
| هربرت برجیس                    | ۲۸–۱۹۲۷   | ۳۴   | ۱۵  | ۱۰    | ۹    | ۵۶     | ۴۷       | ۰۴۴      |                                                 |                                                                      |
| هربرت برجیس                    | مجموع     | ۶۴   | ۳۰  | ۱۴    | ۲۰   | ۱۱۹    | ۱۰۰      | ۰۴۷      |                                                 |                                                                      |
| انگلبرت کونیگ                  | ۲۹–۱۹۲۸   | ۳۲   | ۱۸  | ۸     | ۶    | ۸۰     | ۳۷       | ۰۵۶      |                                                 |                                                                      |
| انگلبرت کونیگ                  | ۳۰–۱۹۲۹   | ۳۴   | ۱۱  | ۱۰    | ۱۳   | ۵۲     | ۴۸       | ۰۳۲      |                                                 |                                                                      |
| انگلبرت کونیگ                  | ۳۱–۱۹۳۰   | ۳۴   | ۱۲  | ۷     | ۱۵   | ۴۸     | ۵۳       | ۰۳۵      |                                                 |                                                                      |
| انگلبرت کونیگ                  | مجموع     | ۱۰۰  | ۴۱  | ۲۵    | ۳۴   | ۱۸۰    | ۱۳۸      | ۰۴۱      |                                                 |                                                                      |
| ژوزف باناس                     | ۳۲–۱۹۳۱   | ۳۴   | ۱۵  | ۹     | ۱۰   | ۵۷     | ۴۰       | ۰۴۴      |                                                 |                                                                      |
| ژوزف باناس                     | ۳۳–۱۹۳۲   | ۳۴   | ۱۱  | ۱۰    | ۱۳   | ۵۷     | ۶۲       | ۰۳۲      |                                                 |                                                                      |
| ژوزف باناس                     | مجموع     | ۶۸   | ۲۶  | ۱۹    | ۲۳   | ۱۱۴    | ۱۰۲      | ۰۳۸      |                                                 |                                                                      |
| ژوزف ویولاک                    | ۳۴–۱۹۳۳   | ۳۴   | ۱۲  | ۹     | ۱۳   | ۵۰     | ۴۹       | ۰۳۵      |                                                 |                                                                      |
| آدولفو بالونچری                | ۳۵–۱۹۳۴   | ۳۰   | ۸   | ۱۱    | ۱۱   | ۳۶     | ۳۸       | ۰۲۷      |                                                 |                                                                      |
| آدولفو بالونچری                | ۳۶–۱۹۳۵   | ۳۴   | ۱۳  | ۸     | ۱۳   | ۴۹     | ۴۵       | ۰۳۸      |                                                 |                                                                      |
| آدولفو بالونچری                | ۱۹۳۶      | ۱۰   | ۳   | ۴     | ۳    | ۹      | ۹        | ۰۳۰      |                                                 | در ۵ دسامبر ۱۹۳۶ اخراج شد.                                           |
| آدولفو بالونچری                | مجموع     | ۷۴   | ۲۴  | ۲۳    | ۲۷   | ۹۴     | ۹۲       | ۰۳۲      |                                                 |                                                                      |
| ویلیام گاربات                  | ۳۷–۱۹۳۶   | ۲۶   | ۱۳  | ۸     | ۵    | ۴۳     | ۲۶       | ۰۵۰      |                                                 | در ۶ دسامبر ۱۹۳۶ برگزیده شد.                                         |
| هرمان فلسنر ژوزف باناس         | ۳۸–۱۹۳۷   | ۳۸   | ۱۷  | ۱۴    | ۷    | ۵۷     | ۳۶       | ۰۴۵      |                                                 |                                                                      |
| هرمان فلسنر ژوزف باناس         | ۱۹۳۸      | ۴    | ۰   | ۱     | ۳    | ۱      | ۴        | ۰۰۰٫۰۰   |                                                 | فلسنر در اکتبر ۱۹۳۸ اخراج شد.                                        |
| هرمان فلسنر ژوزف باناس         | مجموع     | ۴۲   | ۱۷  | ۱۵    | ۱۰   | ۵۸     | ۴۰       | ۰۴۰      |                                                 |                                                                      |
| ژوزف باناس                     | ۳۹–۱۹۳۸   | ۱۷   | ۶   | ۴     | ۷    | ۲۶     | ۲۱       | ۰۳۵      |                                                 |                                                                      |
| ژوزف ویولاک ژوزف باناس         | ۱۹۳۹      | ۱۳   | ۷   | ۳     | ۳    | ۱۹     | ۱۴       | ۰۵۴      |                                                 | ویولاک در مارس ۱۹۳۹ برگزیده شد.                                      |
| ژوزف ویولاک ژوزف باناس         | ۴۰–۱۹۳۹   | ۲۴   | ۸   | ۶     | ۱۰   | ۳۷     | ۳۱       | ۰۳۳      |                                                 | ویولاک در ۱۸ مارس ۱۹۴۰ اخراج شد.                                     |
| ژوزف ویولاک ژوزف باناس         | مجموع     | ۳۷   | ۱۵  | ۹     | ۱۳   | ۵۶     | ۴۵       | ۰۴۱      |                                                 |                                                                      |
| ژوزف باناس                     | ۴۰–۱۹۳۹   | ۹    | ۳   | ۳     | ۳    | ۱۲     | ۱۳       | ۰۳۳      |                                                 |                                                                      |
| آنتونیو بوسینی جویدو آرا       | ۴۱–۱۹۴۰   | ۳۲   | ۱۳  | ۱۰    | ۹    | ۶۰     | ۳۷       | ۰۴۱      |                                                 |                                                                      |
| ماریو مانیوتسی                 | ۴۲–۱۹۴۱   | ۳۶   | ۱۴  | ۸     | ۱۴   | ۷۱     | ۶۲       | ۰۳۹      |                                                 |                                                                      |
| ماریو مانیوتسی                 | ۴۳–۱۹۴۲   | ۳۳   | ۱۲  | ۹     | ۱۲   | ۴۷     | ۵۴       | ۰۳۶      |                                                 |                                                                      |
| ماریو مانیوتسی                 | مجموع     | ۶۹   | ۲۶  | ۱۷    | ۲۶   | ۱۱۸    | ۱۱۶      | ۰۳۸      |                                                 |                                                                      |
| جوزپه سنت‌آگوستینو              | ۴۴–۱۹۴۳   | ۱۴   | ۵   | ۳     | ۶    | ۱۸     | ۱۶       | ۰۳۶      |                                                 | بازی‌های دوران جنگ جهانی                                              |
| جوزپه سنت‌آگوستینو              | ۴۵–۱۹۴۴   | ۲۰   | ۶   | ۶     | ۸    | ۲۹     | ۳۶       | ۰۳۰      |                                                 | بازی‌های دوران جنگ جهانی                                              |
| جوزپه سنت‌آگوستینو              | مجموع     | ۳۴   | ۱۱  | ۹     | ۱۴   | ۴۷     | ۵۲       | ۰۳۲      |                                                 |                                                                      |
| آنتونیو بوسینی آدولفو بالونچری | ۴۶–۱۹۴۵   | ۴۲   | ۲۰  | ۹     | ۱۳   | ۶۶     | ۵۴       | ۰۴۸      |                                                 |                                                                      |
| آنتونیو بوسینی جوزپه بیگونیو   | ۴۷–۱۹۴۶   | ۳۸   | ۱۹  | ۱۲    | ۷    | ۷۵     | ۵۲       | ۰۵۰      |                                                 |                                                                      |
| جوزپه بیگونیو                  | ۴۸–۱۹۴۷   | ۴۰   | ۲۱  | ۷     | ۱۲   | ۷۶     | ۴۸       | ۰۵۳      |                                                 |                                                                      |
| آنتونیو بوسینی جوزپه بیگونیو   | ۴۹–۱۹۴۸   | ۳۸   | ۲۱  | ۸     | ۹    | ۸۳     | ۵۲       | ۰۵۵      |                                                 |                                                                      |
| آنتونیو بوسینی لایوس سیزلر     | ۵۰–۱۹۴۹   | ۳۸   | ۲۷  | ۳     | ۸    | ۱۱۸    | ۴۵       | ۰۷۱      |                                                 |                                                                      |
| آنتونیو بوسینی لایوس سیزلر     | ۵۱–۱۹۵۰   | ۴۰   | ۲۸  | ۸     | ۴    | ۱۱۶    | ۴۰       | ۰۷۰      | سری آ جام لاتین                                 |                                                                      |
| آنتونیو بوسینی لایوس سیزلر     | ۵۲–۱۹۵۱   | ۳۸   | ۲۰  | ۱۳    | ۵    | ۸۷     | ۴۱       | ۰۵۳      |                                                 |                                                                      |
| آنتونیو بوسینی لایوس سیزلر     | مجموع     | ۱۱۶  | ۷۵  | ۲۴    | ۱۷   | ۳۲۱    | ۱۲۶      | ۰۶۵      |                                                 |                                                                      |
| آنتونیو بوسینی ماریو سپرون     | ۵۳–۱۹۵۲   | ۳۴   | ۱۷  | ۹     | ۸    | ۶۴     | ۳۴       | ۰۵۰      |                                                 | تا مه ۱۹۵۳                                                           |
| آنتونیو بوسینی گونار گرن       | ۱۹۵۳      | ۲    | ۱   | ۰     | ۱    | ۴      | ۶        | ۰۵۰      |                                                 | گرن در ژوئن ۱۹۶۱ برگزیده شد.                                         |
| آنتونیو بوسینی آریگو مورسلی    | ۱۹۵۳      | ۹    | ۴   | ۳     | ۲    | ۱۸     | ۱۱       | ۰۴۴      |                                                 | در ۱۰ نوامبر ۱۹۵۳ اخراج شد.                                          |
| بلا گوتمان                     | ۵۴–۱۹۵۳   | ۲۵   | ۱۳  | ۷     | ۵    | ۴۸     | ۲۸       | ۰۵۲      |                                                 | در ۱۱ نوامبر ۱۹۵۳ برگزیده شد.                                        |
| بلا گوتمان                     | ۵۵–۱۹۵۴   | ۱۹   | ۱۲  | ۴     | ۳    | ۴۵     | ۲۱       | ۰۶۳      |                                                 | در ۱۴ فوریه ۱۹۵۵ اخراج شد.                                           |
| بلا گوتمان                     | مجموع     | ۴۴   | ۲۵  | ۱۱    | ۸    | ۹۳     | ۴۹       | ۰۵۷      |                                                 |                                                                      |
| هکتور پوریچلی                  | ۱۹۵۵      | ۱۷   | ۸   | ۶     | ۳    | ۴۱     | ۱۸       | ۰۴۷      | سری آ                                           | در ۱۵ فوریه ۱۹۵۳ برگزیده شد.                                         |
| هکتور پوریچلی                  | ۵۶–۱۹۵۵   | ۴۲   | ۲۱  | ۱۰    | ۱۱   | ۹۶     | ۶۴       | ۰۵۰      | جام لاتین                                       |                                                                      |
| هکتور پوریچلی                  | مجموع     | ۵۹   | ۲۹  | ۱۶    | ۱۴   | ۱۳۷    | ۸۲       | ۰۴۹      |                                                 |                                                                      |
| جوزپه ویانی                    | ۵۷–۱۹۵۶   | ۳۶   | ۲۲  | ۶     | ۸    | ۷۰     | ۴۸       | ۰۶۱      | سری آ                                           |                                                                      |
| جوزپه ویانی                    | ۵۸–۱۹۵۷   | ۴۴   | ۱۵  | ۱۵    | ۱۴   | ۸۹     | ۶۳       | ۰۳۴      |                                                 |                                                                      |
| جوزپه ویانی                    | مجموع     | ۸۰   | ۳۷  | ۲۱    | ۲۲   | ۱۵۹    | ۱۱۱      | ۰۴۶      |                                                 |                                                                      |
| جوزپه ویانی لوییجی بونیتزونی   | ۱۹۵۸      | ۶    | ۵   | ۱     | ۰    | ۱۸     | ۵        | ۰۸۳      |                                                 | بونیتزونی در ژوئن ۱۹۵۸ برگزیده شد.                                   |
| جوزپه ویانی لوییجی بونیتزونی   | ۵۹–۱۹۵۸   | ۳۹   | ۲۱  | ۱۳    | ۵    | ۹۹     | ۴۴       | ۰۵۴      | سری آ                                           |                                                                      |
| جوزپه ویانی لوییجی بونیتزونی   | ۶۰–۱۹۵۹   | ۴۲   | ۲۱  | ۱۱    | ۱۰   | ۷۴     | ۵۱       | ۰۵۰      |                                                 |                                                                      |
| جوزپه ویانی لوییجی بونیتزونی   | مجموع     | ۸۷   | ۴۷  | ۲۵    | ۱۵   | ۱۹۱    | ۱۰۰      | ۰۵۴      |                                                 |                                                                      |
| جوزپه ویانی پائولو تادشینی     | ۶۱–۱۹۶۰   | ۳۶   | ۱۹  | ۹     | ۸    | ۷۱     | ۴۴       | ۰۵۳      |                                                 | تا ژوئن ۱۹۶۱                                                         |
| جوزپه ویانی نرئو روکو          | ۱۹۶۱      | ۲    | ۰   | ۱     | ۱    | ۰      | ۲        | ۰۰۰٫۰۰   |                                                 | روکو در ژوئن ۱۹۶۱ برگزیده شد.                                        |
| جوزپه ویانی نرئو روکو          | ۶۲–۱۹۶۱   | ۴۳   | ۲۸  | ۷     | ۸    | ۱۰۳    | ۴۹       | ۰۶۵      | سری آ                                           |                                                                      |
| جوزپه ویانی نرئو روکو          | ۶۳–۱۹۶۲   | ۴۹   | ۲۶  | ۱۳    | ۱۰   | ۹۷     | ۳۹       | ۰۵۳      | لیگ قهرمانان اروپا                              |                                                                      |
| جوزپه ویانی نرئو روکو          | مجموع     | ۹۴   | ۵۴  | ۲۱    | ۱۹   | ۲۰۰    | ۹۰       | ۰۵۷      |                                                 |                                                                      |
| جوزپه ویانی لوئیس کارنیگلیا    | ۶۴–۱۹۶۳   | ۳۰   | ۱۶  | ۸     | ۶    | ۵۵     | ۳۳       | ۰۵۳      |                                                 | کارنیگلیا در ۲ مارس ۱۹۶۴ اخراج شد.                                   |
| جوزپه ویانی نیلس لیدهولم       | ۱۹۶۴      | ۱۲   | ۸   | ۲     | ۲    | ۱۸     | ۱۰       | ۰۶۷      |                                                 | لیدهولم در ۳ مارس ۱۹۶۴ برگزیده شد.                                   |
| جوزپه ویانی نیلس لیدهولم       | ۶۵–۱۹۶۴   | ۳۷   | ۲۲  | ۹     | ۶    | ۵۴     | ۲۷       | ۰۵۹      |                                                 |                                                                      |
| جوزپه ویانی نیلس لیدهولم       | مجموع     | ۴۹   | ۳۰  | ۱۱    | ۸    | ۷۲     | ۳۷       | ۰۶۱      |                                                 |                                                                      |
| نیلس لیدهولم                   | ۶۶–۱۹۶۵   | ۳۳   | ۱۵  | ۱۰    | ۸    | ۴۴     | ۳۳       | ۰۴۵      |                                                 | در مارس ۱۹۶۶ به دلیل بیماری کناره‌گیری کرد.                           |
| جیووانی کاتوتزو                | ۱۹۶۶      | ۱۱   | ۲   | ۴     | ۵    | ۱۰     | ۱۲       | ۰۱۸      |                                                 | در مارس ۱۹۶۶ برگزیده شد.                                             |
| آرتورو سیلوستری                | ۶۷–۱۹۶۶   | ۴۲   | ۱۷  | ۱۶    | ۹    | ۵۳     | ۳۹       | ۰۴۰      | جام حذفی فوتبال ایتالیا                         | تا ژوئن ۱۹۶۷                                                         |
| نرئو روکو                      | ۱۹۶۷      | ۵    | ۱   | ۲     | ۲    | ۳      | ۳        | ۰۲۰      |                                                 | در ژوئن ۱۹۶۷ برگزیده شد.                                             |
| نرئو روکو                      | ۶۸–۱۹۶۷   | ۵۰   | ۲۶  | ۲۱    | ۳    | ۸۶     | ۴۰       | ۰۵۲      | سری آ جام برندگان جام اروپا                     |                                                                      |
| نرئو روکو                      | ۶۹–۱۹۶۸   | ۴۲   | ۲۰  | ۱۵    | ۷    | ۴۹     | ۱۹       | ۰۴۸      | لیگ قهرمانان اروپا                              |                                                                      |
| نرئو روکو                      | ۷۰–۱۹۶۹   | ۳۹   | ۱۸  | ۱۲    | ۹    | ۵۷     | ۳۱       | ۰۴۶      | جام بین قاره‌ای                                  |                                                                      |
| نرئو روکو                      | ۷۱–۱۹۷۰   | ۴۲   | ۲۳  | ۱۴    | ۵    | ۷۷     | ۳۶       | ۰۵۵      |                                                 |                                                                      |
| نرئو روکو                      | ۷۲–۱۹۷۱   | ۵۱   | ۲۹  | ۱۵    | ۷    | ۷۱     | ۳۱       | ۰۵۷      | جام حذفی فوتبال ایتالیا                         |                                                                      |
| نرئو روکو                      | مجموع     | ۲۲۹  | ۱۱۷ | ۷۹    | ۳۳   | ۳۴۳    | ۱۶۰      | ۰۵۱      |                                                 |                                                                      |
| نرئو روکو چزاره مالدینی        | ۷۳–۱۹۷۲   | ۴۶   | ۳۰  | ۱۱    | ۵    | ۸۹     | ۳۹       | ۰۶۵      | جام حذفی فوتبال ایتالیا جام برندگان جام اروپا   |                                                                      |
| نرئو روکو                      | ۷۴–۱۹۷۳   | ۱۲   | ۵   | ۵     | ۲    | ۱۸     | ۱۳       | ۰۴۲      |                                                 |                                                                      |
| نرئو روکو چزاره مالدینی        | ۷۴–۱۹۷۳   | ۱۴   | ۸   | ۰     | ۶    | ۱۵     | ۱۷       | ۰۵۷      |                                                 | مالدینی در دسامبر ۱۹۷۳ برگزیده شد. روکو در فوریه ۱۹۷۴ کناره‌گیری کرد. |
| چزاره مالدینی                  | ۱۹۷۴      | ۱۱   | ۴   | ۲     | ۵    | ۱۸     | ۲۰       | ۰۳۶      |                                                 | در آوریل ۱۹۷۴ برگزیده شد.                                            |
| جووانی تراپاتونی               | ۱۹۷۴      | ۱۰   | ۲   | ۴     | ۴    | ۵      | ۷        | ۰۲۰      |                                                 | در آوریل ۱۹۷۴ برگزیده شد.                                            |
| گوستاوو جیانیونی               | ۷۵–۱۹۷۴   | ۴۱   | ۱۸  | ۱۵    | ۸    | ۵۴     | ۳۰       | ۰۴۴      |                                                 |                                                                      |
| گوستاوو جیانیونی               | ۱۹۷۵      | ۶    | ۴   | ۲     | ۰    | ۸      | ۲        | ۰۶۷      |                                                 | در اکتبر ۱۹۷۵ اخراج شد.                                              |
| گوستاوو جیانیونی               | مجموع     | ۴۷   | ۲۲  | ۱۷    | ۸    | ۶۲     | ۳۲       | ۰۴۷      |                                                 |                                                                      |
| نرئو روکو جووانی تراپاتونی     | ۷۶–۱۹۷۵   | ۳۷   | ۱۹  | ۹     | ۹    | ۵۳     | ۳۳       | ۰۵۱      |                                                 | در اکتبر ۱۹۷۵ برگزیده شد. تراپاتونی در مه ۱۹۷۶ کناره‌گیری کرد.        |
| نرئو روکو پائولو باریسون       | ۱۹۷۶      | ۵    | ۱   | ۲     | ۲    | ۷      | ۸        | ۰۲۰      |                                                 | باریسون در در ژوئن ۱۹۷۶ برگزیده شد.                                  |
| جوزپه ماکورو                   | ۷۷–۱۹۷۶   | ۲۵   | ۷   | ۱۲    | ۶    | ۳۰     | ۲۹       | ۰۲۸      |                                                 | در فوریه ۱۹۷۷ اخراج شد.                                              |
| نرئو روکو                      | ۱۹۷۷      | ۲۲   | ۱۰  | ۸     | ۴    | ۳۶     | ۱۹       | ۰۴۵      | جام حذفی فوتبال ایتالیا                         | در فوریه ۱۹۷۷ برگزیده شد.                                            |
| نیلس لیدهولم                   | ۷۸–۱۹۷۷   | ۳۸   | ۱۶  | ۱۵    | ۷    | ۵۱     | ۳۳       | ۰۴۲      |                                                 |                                                                      |
| نیلس لیدهولم                   | ۷۹–۱۹۷۸   | ۴۰   | ۲۱  | ۱۳    | ۶    | ۶۲     | ۳۳       | ۰۵۳      | سری آ                                           |                                                                      |
| نیلس لیدهولم                   | مجموع     | ۷۸   | ۳۷  | ۲۸    | ۱۳   | ۱۱۳    | ۶۶       | ۰۴۷      |                                                 |                                                                      |
| ماسیمو جیاکومینی               | ۸۰–۱۹۷۹   | ۳۸   | ۱۷  | ۱۱    | ۱۰   | ۴۳     | ۲۹       | ۰۴۵      |                                                 |                                                                      |
| ماسیمو جیاکومینی               | ۸۱–۱۹۸۰   | ۴۱   | ۱۹  | ۱۵    | ۷    | ۵۱     | ۳۱       | ۰۴۶      |                                                 | در ژوئن ۱۹۸۱ کناره‌گیری کرد.                                          |
| ماسیمو جیاکومینی               | مجموع     | ۷۹   | ۳۶  | ۲۶    | ۱۷   | ۹۴     | ۶۰       | ۰۴۶      |                                                 |                                                                      |
| ایتالو گالبیاتی                | ۱۹۸۱      | ۱    | ۰   | ۰     | ۱    | ۰      | ۱        | ۰۰۰٫۰۰   | سری بی                                          | در ژوئن ۱۹۸۱ برگزیده شد.                                             |
| لویجی رادیچ                    | ۸۲–۱۹۸۱   | ۲۳   | ۶   | ۸     | ۹    | ۱۸     | ۲۰       | ۰۲۶      |                                                 | در ژانویه ۱۹۸۲ اخراج شد.                                             |
| ایتالو گالبیاتی                | ۱۹۸۲      | ۱۷   | ۷   | ۴     | ۶    | ۲۱     | ۱۹       | ۰۴۱      | جام میتروپا                                     | در ژانویه ۱۹۸۲ برگزیده شد.                                           |
| ایلاریو کاستانیر               | ۸۳–۱۹۸۲   | ۴۷   | ۲۴  | ۱۹    | ۴    | ۹۶     | ۵۰       | ۰۵۱      | سری بی                                          |                                                                      |
| ایلاریو کاستانیر               | ۸۴–۱۹۸۳   | ۳۱   | ۱۲  | ۱۳    | ۶    | ۴۲     | ۳۶       | ۰۳۹      |                                                 | در مارس ۱۹۸۴ اخراج شد.                                               |
| ایلاریو کاستانیر               | مجموع     | ۷۸   | ۳۶  | ۳۲    | ۱۰   | ۱۳۸    | ۸۶       | ۰۴۶      |                                                 |                                                                      |
| ایتالو گالبیاتی                | ۱۹۸۴      | ۸    | ۳   | ۲     | ۳    | ۸      | ۱۰       | ۰۳۸      |                                                 | در مارس ۱۹۸۴ برگزیده شد.                                             |
| نیلس لیدهولم                   | ۸۵–۱۹۸۴   | ۴۳   | ۱۷  | ۱۸    | ۸    | ۴۵     | ۳۵       | ۰۴۰      |                                                 |                                                                      |
| نیلس لیدهولم                   | ۸۶–۱۹۸۵   | ۴۶   | ۱۵  | ۱۵    | ۱۶   | ۴۵     | ۴۴       | ۰۳۳      |                                                 |                                                                      |
| نیلس لیدهولم                   | ۸۷–۱۹۸۶   | ۳۱   | ۱۴  | ۸     | ۹    | ۳۱     | ۲۱       | ۰۴۵      |                                                 | در۵ آوریل ۱۹۸۷ اخراج شد.                                             |
| نیلس لیدهولم                   | مجموع     | ۱۲۰  | ۴۶  | ۴۱    | ۳۳   | ۱۲۱    | ۱۰۰      | ۰۳۸      |                                                 |                                                                      |
| فابیو کاپلو                    | ۱۹۸۷      | ۷    | ۳   | ۳     | ۱    | ۷      | ۳        | ۰۴۳      |                                                 | در ۶ آوریل ۱۹۸۷ برگزیده شد.                                          |
| آریگو ساکی                     | ۸۸–۱۹۸۷   | ۴۱   | ۲۲  | ۱۴    | ۵    | ۵۹     | ۲۲       | ۰۵۴      | سری آ                                           |                                                                      |
| آریگو ساکی                     | ۸۹–۱۹۸۸   | ۵۲   | ۲۷  | ۲۰    | ۵    | ۹۸     | ۳۷       | ۰۵۲      | لیگ قهرمانان اروپا سوپرجام فوتبال ایتالیا       |                                                                      |
| آریگو ساکی                     | ۹۰–۱۹۸۹   | ۵۴   | ۳۳  | ۱۱    | ۱۰   | ۸۲     | ۳۴       | ۰۶۱      | لیگ قهرمانان اروپا سوپرجام اروپا جام بین قاره‌ای |                                                                      |
| آریگو ساکی                     | ۹۱–۱۹۹۰   | ۴۹   | ۲۴  | ۱۷    | ۸    | ۶۲     | ۲۸       | ۰۴۹      | سوپرجام اروپا جام بین قاره‌ای                    |                                                                      |
| آریگو ساکی                     | مجموع     | ۱۹۶  | ۱۰۶ | ۶۲    | ۲۸   | ۳۰۱    | ۱۲۱      | ۰۵۴      |                                                 |                                                                      |
| فابیو کاپلو                    | ۹۲–۱۹۹۱   | ۴۲   | ۲۵  | ۱۶    | ۱    | ۸۴     | ۲۷       | ۰۶۰      | سری آ                                           |                                                                      |
| فابیو کاپلو                    | ۹۳–۱۹۹۲   | ۵۴   | ۳۴  | ۱۶    | ۴    | ۱۰۷    | ۳۹       | ۰۶۳      | سری آ سوپرجام فوتبال ایتالیا                    |                                                                      |
| فابیو کاپلو                    | ۹۴–۱۹۹۳   | ۵۴   | ۲۹  | ۱۹    | ۶    | ۶۶     | ۲۵       | ۰۵۴      | سری آ لیگ قهرمانان اروپا سوپرجام فوتبال ایتالیا |                                                                      |
| فابیو کاپلو                    | ۹۵–۱۹۹۴   | ۵۳   | ۲۵  | ۱۳    | ۱۵   | ۷۰     | ۴۶       | ۰۴۷      | سوپرجام اروپا سوپرجام فوتبال ایتالیا            |                                                                      |
| فابیو کاپلو                    | ۹۶–۱۹۹۵   | ۴۶   | ۲۹  | ۱۳    | ۴    | ۸۳     | ۳۲       | ۰۶۳      | سری آ                                           |                                                                      |
| فابیو کاپلو                    | مجموع     | ۲۴۹  | ۱۴۲ | ۷۷    | ۳۰   | ۴۱۰    | ۱۶۹      | ۰۵۷      |                                                 |                                                                      |
| اسکار تابارس جیورجیو مورینی    | ۹۷–۱۹۹۶   | ۲۲   | ۸   | ۷     | ۷    | ۳۶     | ۲۷       | ۰۳۶      |                                                 | در ۲ دسامبر ۱۹۹۶ اخراج شد.                                           |
| آریگو ساکی                     | ۹۸–۱۹۹۷   | ۲۴   | ۷   | ۷     | ۱۰   | ۲۷     | ۳۳       | ۰۲۹      |                                                 | در ۳ دسامبر ۱۹۹۶ برگزیده شد.                                         |
| فابیو کاپلو                    | ۹۸–۱۹۹۷   | ۴۴   | ۱۶  | ۱۴    | ۱۴   | ۵۳     | ۵۲       | ۰۳۶      |                                                 |                                                                      |
| آلبرتو زاکرونی                 | ۹۹–۱۹۹۸   | ۳۸   | ۲۱  | ۱۱    | ۶    | ۶۴     | ۴۰       | ۰۵۵      | سری آ                                           |                                                                      |
| آلبرتو زاکرونی                 | ۲۰۰۰–۱۹۹۹ | ۴۵   | ۱۸  | ۱۷    | ۱۰   | ۸۰     | ۵۶       | ۰۴۰      |                                                 |                                                                      |
| آلبرتو زاکرونی                 | ۰۱–۲۰۰۰   | ۴۲   | ۱۵  | ۱۶    | ۱۱   | ۶۸     | ۵۹       | ۰۳۶      |                                                 | در ۱۴ مارس ۲۰۰۱ اخراج شد.                                            |
| آلبرتو زاکرونی                 | مجموع     | ۱۲۵  | ۵۴  | ۴۴    | ۲۷   | ۲۱۲    | ۱۵۵      | ۰۴۳      |                                                 |                                                                      |
| چزاره مالدینی مائورو تاسوتی    | ۲۰۰۱      | ۱۲   | ۵   | ۴     | ۳    | ۲۲     | ۱۱       | ۰۴۲      |                                                 | در ۱۵ مارس ۲۰۰۱ برگزیده شد.                                          |
| فاتح تریم آنتونیو دی جنارو     | ۲۰۰۱      | ۱۳   | ۸   | ۳     | ۲    | ۲۷     | ۱۲       | ۰۶۲      |                                                 | در ۵ نوامبر ۲۰۰۱ اخراج شد.                                           |
| کارلو آنچلوتی                  | ۰۲–۲۰۰۱   | ۳۹   | ۱۷  | ۱۳    | ۹    | ۴۹     | ۳۵       | ۰۴۴      |                                                 | در ۶ نوامبر ۲۰۰۱ برگزیده شد.                                         |
| کارلو آنچلوتی                  | ۰۳–۲۰۰۲   | ۶۱   | ۳۲  | ۱۵    | ۱۴   | ۹۷     | ۵۴       | ۰۵۲      | جام حذفی فوتبال ایتالیا لیگ قهرمانان اروپا      |                                                                      |
| کارلو آنچلوتی                  | ۰۴–۲۰۰۳   | ۵۳   | ۳۵  | ۱۱    | ۷    | ۸۷     | ۴۳       | ۰۶۶      | سری آ سوپرجام اروپا                             |                                                                      |
| کارلو آنچلوتی                  | ۰۵–۲۰۰۴   | ۵۶   | ۳۶  | ۱۲    | ۸    | ۹۷     | ۴۴       | ۰۶۴      | سوپرجام فوتبال ایتالیا                          |                                                                      |
| کارلو آنچلوتی                  | ۰۶–۲۰۰۵   | ۵۴   | ۳۶  | ۹     | ۹    | ۱۱۳    | ۴۸       | ۰۶۷      |                                                 |                                                                      |
| کارلو آنچلوتی                  | ۰۷–۲۰۰۶   | ۵۹   | ۳۱  | ۱۶    | ۱۲   | ۹۱     | ۵۶       | ۰۵۳      | لیگ قهرمانان اروپا                              |                                                                      |
| کارلو آنچلوتی                  | ۰۸–۲۰۰۷   | ۵۱   | ۲۵  | ۱۳    | ۱۳   | ۸۸     | ۵۱       | ۰۴۹      | سوپرجام اروپا جام باشگاه‌های فوتبال جهان         |                                                                      |
| کارلو آنچلوتی                  | ۰۹–۲۰۰۸   | ۴۷   | ۲۶  | ۱۲    | ۹    | ۸۶     | ۴۶       | ۰۵۵      |                                                 |                                                                      |
| کارلو آنچلوتی                  | مجموع     | ۴۲۰  | ۲۳۸ | ۱۰۱   | ۸۱   | ۷۰۸    | ۳۷۷      | ۰۵۷      |                                                 |                                                                      |
| لئوناردو                       | ۱۰–۲۰۰۹   | ۴۸   | ۲۳  | ۱۳    | ۱۲   | ۷۲     | ۵۵       | ۰۴۸      |                                                 |                                                                      |
| ماسیمیلیانو آلگری              | ۱۱–۲۰۱۰   | ۵۰   | ۲۸  | ۱۴    | ۸    | ۸۰     | ۳۷       | ۰۵۶      | سری آ                                           |                                                                      |
| ماسیمیلیانو آلگری              | ۱۲–۲۰۱۱   | ۵۳   | ۳۰  | ۱۳    | ۱۰   | ۱۰۰    | ۵۳       | ۰۵۷      | سوپرجام فوتبال ایتالیا                          |                                                                      |
| ماسیمیلیانو آلگری              | ۱۳–۲۰۱۲   | ۴۸   | ۲۵  | ۱۱    | ۱۲   | ۸۰     | ۵۱       | ۰۵۲      |                                                 |                                                                      |
| ماسیمیلیانو آلگری              | ۱۴–۲۰۱۳   | ۲۷   | ۸   | ۱۱    | ۸    | ۴۳     | ۳۶       | ۰۳۰      |                                                 | در ۱۳ ژانویه ۲۰۱۶ اخراج شد.                                          |
| ماسیمیلیانو آلگری              | مجموع     | ۱۷۸  | ۹۱  | ۴۹    | ۳۸   | ۳۰۳    | ۱۷۷      | ۰۵۱      |                                                 |                                                                      |
| مائورو تاسوتی                  | ۲۰۱۴      | ۱    | ۱   | ۰     | ۰    | ۳      | ۱        | ۱۰۰      |                                                 | از ۱۳ تا ۱۶ ژانویه ۲۰۱۴ برگزیده شد.                                  |
| کلارنس سیدورف                  | ۲۰۱۴      | ۲۲   | ۱۱  | ۲     | ۹    | ۲۸     | ۲۶       | ۰۵۰      |                                                 | در ۱۶ ژانویه ۲۰۱۴ برگزیده شد.                                        |
| فیلیپو اینزاگی                 | ۱۵–۲۰۱۴   | ۴۰   | ۱۴  | ۱۳    | ۱۳   | ۵۸     | ۵۲       | ۰۳۵      |                                                 |                                                                      |
| سینیشا میهایلوویچ              | ۱۶–۲۰۱۵   | ۳۸   | ۱۹  | ۱۰    | ۹    | ۵۷     | ۳۷       | ۰۵۰      |                                                 | در ۱۲ آوریل ۲۰۱۶ اخراج شد.                                           |
| کریستین بروکی                  | ۲۰۱۶      | ۷    | ۲   | ۲     | ۳    | ۷      | ۹        | ۰۲۹      |                                                 | در ۱۲ آوریل ۲۰۱۶ برگزیده شد.                                         |
| وینچنزو مونتلا                 | ۱۷–۲۰۱۶   | ۴۰   | ۱۹  | ۱۰    | ۱۱   | ۶۰     | ۴۶       | ۰۴۸      | سوپرجام فوتبال ایتالیا                          |                                                                      |

### جوایز
| # | نام               | سری آ | جام حذفی | سوپرجام ایتالیا | لیگ قهرمانان اروپا | جام برندگان جام اروپا | سوپرجام اروپا | جام باشگاه‌های فوتبال جهان جام بین قاره‌ای | مجموع |
| - | ----------------- | ----- | -------- | --------------- | ------------------ | --------------------- | ------------- | ---------------------------------------- | ----- |
| ۱ | نرئو روکو         | ۲     | ۳        | -               | ۲                  | ۲                     | -             | ۱                                        | ۱۰    |
| ۲ | فابیو کاپلو       | ۴     | -        | ۳               | ۱                  | -                     | ۱             | -                                        | ۹     |
| ۳ | آریگو ساکی        | ۱     | -        | ۱               | ۲                  | -                     | ۲             | ۲                                        | ۸     |
| ۳ | کارلو آنچلوتی     | ۱     | ۱        | ۱               | ۲                  | -                     | ۲             | ۱                                        | ۸     |
| ۵ | هربرت کیلپین      | ۲     | -        | -               | -                  | -                     | -             | -                                        | ۲     |
| ۵ | جوزپه ویانی       | ۲     | -        | -               | -                  | -                     | -             | -                                        | ۲     |
| ۵ | ماسیمیلیانو آلگری | ۱     | -        | ۱               | -                  | -                     | -             | -                                        | ۲     |
| ۸ | آلبرتو زاکرونی    | ۱     | -        | -               | -                  | -                     | -             | -                                        | ۱     |
| ۸ | نیلس لیدهولم      | ۱     | -        | -               | -                  | -                     | -             | -                                        | ۱     |
| ۸ | هکتور پوریچلی     | ۱     | -        | -               | -                  | -                     | -             | -                                        | ۱     |
| ۸ | آنتونیو بوسینی    | ۱     | -        | -               | -                  | -                     | -             | -                                        | ۱     |
| ۸ | دنیله آنجلونی     | ۱     | -        | -               | -                  | -                     | -             | -                                        | ۱     |
| ۸ | آرتورو سیلوستری   | -     | ۱        | -               | -                  | -                     | -             | -                                        | ۱     |